# Holargos B.C.
L'Holargos B.C.  è una società cestistica avente sede a Cholargos, in Grecia. Fondata nel 1982, nel 2016 si è fuso con il Livadeia B.C. ed è stato promosso in A2 Ethniki, gioca nel campionato greco.

## Roster 2018-2019
Aggiornato al 5 luglio 2019.
|    | Naz.                                        | Ruolo | Sportivo               | Anno | Alt. | Peso | Note |
| -- | ------------------------------------------- | ----- | ---------------------- | ---- | ---- | ---- | ---- |
| 1  | Stati Uniti (bandiera) · Nigeria (bandiera) | C     | Danny Agbelese         | 1990 | 206  | 107  |      |
| 5  | Regno Unito (bandiera)                      | P     | Teddy Okereafor        | 1992 | 193  | 88   |      |
| 6  | Grecia (bandiera)                           | GA    | Panagiōtīs Kalaitzakīs | 1999 | 200  | 88   |      |
| 8  | Serbia (bandiera) · Grecia (bandiera)       | AP    | Vladimir Janković      | 1990 | 202  | 101  |      |
| 9  | Stati Uniti (bandiera)                      | AG    | Toarlyn Fitzpatrick    | 1989 | 206  | 113  |      |
| 10 | Stati Uniti (bandiera)                      | P     | Gary Talton            | 1990 | 185  | 74   |      |
| 11 | Grecia (bandiera)                           | P     | Alexīs Spyridōnidīs    | 1995 | 190  | 79   |      |
| 12 | Grecia (bandiera)                           | AG    | Michalīs Kamperidīs    | 1994 | 206  | 109  |      |
| 21 | Grecia (bandiera)                           | C     | Thōmas Kōttas          | 1996 | 208  | 113  |      |
| 23 | Stati Uniti (bandiera)                      | GA    | Javontae Hawkins       | 1993 | 196  | 92   |      |
| 24 | Grecia (bandiera)                           | AP    | Dionysīs Skoulidas     | 1997 | 201  | 98   |      |
| 91 | Grecia (bandiera)                           | AC    | Grigoris Rallatos      | 1986 | 201  | 114  |      |

### Staff tecnico
| Allenatore: | Arīs Lykogiannīs                       |
| Assistenti: | Dimitris Misiakos, Lefteris Tsaousidis |